# Laura Michelle Kelly
Laura Michelle Kelly (Totton and Eling, 4 maart 1981) is een Brits actrice, zangeres en musicalacteur die vooral bekend is voor het spelen van de rol van Mary Poppins in de gelijknamige musical, en oorspronkelijk de rol van Sylvia in Finding Neverland.

## Carrière
Kelly's eerste rol in een musical was die van Blousey Brown in Bugsy Malone. Ze trainde bij de Shanklin Stage Coach, waar ze de kunst van het muziektheater leerde, maar haar talent in grotere mate ontwikkelde door middel van zanglessen met Barbra Walters.
Voor haar portrettering van het titelpersonage Mary Poppins in de gelijknamige musical in het Londense West End ontving ze de Olivier Award. Internationaal werd ze bekend om haar rol van Lucy uit de musicalfilm Sweeney Todd: The Demon Barber of Fleet Street (2007).
Als zangeres bracht Kelly haar eerste soloalbum The Storm Inside uit op 1 mei 2006.

## Musicalrollen (selectie)
- 2000: Belle en het Beest als Belle
- 2000: Whistle Down the Wind als Swallow
- 2001: Les Misérables als Eponine
- 2002: Mamma Mia! als Sophie
- 2003: My Fair Lady als Eliza
- 2004: Fiddler on the Roof als Hodel
- 2004: Mary Poppins als Mary Poppins
- 2007: The Lord of the Rings als Galadriel
- 2014: Finding Neverland als Sylvia Llewelyn Davies

## Filmografie
- 2007: Marple: Nemesis
- 2007: Sweeney Todd: The Demon Barber of Fleet Street
- 2013: Goddess